# Kanstadbotnen
Kanstadbotnen est une localité du comté de Nordland, en Norvège.

## Géographie
Administrativement, Kanstadbotnen fait partie de la kommune de Lødingen,.